# مايك داماتو
مايك داماتو (بالإنجليزية: Mike D'Amato)‏ هو لاعب كرة قدم أمريكية أمريكي، ولد في 3 مارس 1943 في بروكلين في الولايات المتحدة.

## وصلات خارجية
- مايك داماتو على موقع مرجع كرة القدم المحترفة.كوم (الإنجليزية)